# Wojska Ochrony Pogranicza
Wojska Ochrony Pogranicza (WOP) – zlikwidowana formacja wojskowa, służba Ministerstwa Bezpieczeństwa Publicznego, Ministerstwa Spraw Wewnętrznych, część  ludowego Wojska Polskiego. Odrębny rodzaj wojsk powołany  do ochrony granic Polski Ludowej.
Największy stan Wojska Ochrony Pogranicza osiągnęły w październiku 1953 roku – 33 675 żołnierzy. W tej liczbie było: 4189 oficerów, 890 podchorążych, 2321 podoficerów nadterminowych, 4352 podoficerów służby zasadniczej i 21 923 szeregowych. 78% żołnierzy (26 275) tych wojsk stanowili żołnierze służby zasadniczej, a 19,6% (6610) kadra zawodowa.
WOP wielokrotnie zmieniały podległość strukturalno-służbową, przechodząc z podległości Ministerstwa Obrony Narodowej poprzez Ministerstwo Bezpieczeństwa Publicznego do Ministerstwa Spraw Wewnętrznych i odwrotnie, natomiast w końcowej fazie swojego istnienia (od 1972) pozostawały w podległości MSW, jako formacja wojskowa.
Żołnierzy WOP obowiązywały te same regulaminy i przepisy ubiorcze, co pozostałych żołnierzy SZ PRL. Wyróżnikiem był zielony otok czapki garnizonowej.
W wyniku przemian i transformacji ustrojowej Wojska Ochrony Pogranicza zostały rozformowane z dniem 16 maja 1991, a w ich miejsce utworzono Straż Graniczną, jako formację typu policyjnego, o charakterze prewencyjnym i będącą organem ścigania, powołaną do ochrony granic Rzeczypospolitej Polskiej.
W myśl Ustawy o Instytucie Pamięci Narodowej – Komisji Ścigania Zbrodni przeciwko Narodowi Polskiemu (art. 5 ust. 1 pkt 6) z 18 grudnia 1998 Zwiad WOP jest uznany za organ bezpieczeństwa państwa.

## Geneza
17 maja 1945 dowódca 2 Armii Wojska Polskiego otrzymał rozkaz Naczelnego Dowódcy Wojska Polskiego nr 00264, nakazujący mu obsadzenie wschodniego brzegu Odry i Bystrzycy siłami pięciu dywizji piechoty – 5., 7., 8., 10. i 12. Jeszcze w trakcie prac związanych z realizacją tego rozkazu, kolejna decyzja Naczelnego Dowódcy Wojska Polskiego przesunęła dywizje – 7, 8 i 10 dalej na zachód, tj. na linię Odry i Nysy Łużyckiej. Całość prac związanych z przegrupowaniem i obsadzeniem granicy państwowej przewidziano na 10 czerwca 1945. Dzień ten stał się świętem utworzonych później Wojsk Ochrony Pogranicza. W sumie na granicy państwowej rozmieszczono jedenaście dywizji piechoty i jeden korpus pancerny.
Zabezpieczenie granic wojskami liniowymi trwało do listopada 1945 tj. do czasu zorganizowania Wojsk Ochrony Pogranicza. Do tej chwili struktura wewnętrzna dywizji stanowiła podstawę w organizowaniu służby granicznej. Dywizja ochraniała odcinek granicy długości ok. 120–160 km, pułk 40–70 km, batalion 12–25 km, kompania 8–15 km.

## Wojska Ochrony Pogranicza w latach 1945–1948
Ochronę granicy przez jednostki liniowe traktowano jako stan przejściowy. Utworzenie stałej, wyspecjalizowanej formacji zajmującej się ochroną granic państwowych poprzedziły dyskusje i konsultacje międzyresortowe na temat modelu organizacyjnego, jaki ma przyjąć owa formacja, jak i ministerstwa, któremu byłaby podporządkowana. Pod rozwagę brano trzy różne koncepcje: utworzenie formacji wzorowanej na przedwojennej Straży Granicznej, będącej na etacie Ministerstwa Skarbu, a operacyjnie podległej Ministerstwu Bezpieczeństwa Publicznego lub Ministerstwu Administracji Publicznej; utworzenie w ramach Ministerstwa Bezpieczeństwa Publicznego formacji granicznej zbliżonej do istniejącego już Korpusu Bezpieczeństwa Wewnętrznego (KBW); lub powołanie do życia formacji stricte wojskowej, zbliżonej do przedwojennego Korpusu Ochrony Pogranicza (KOP), z uwzględnieniem odmiennych zasad ustrojowych państwa oraz stosunków politycznych z krajami ościennymi, będącej w całkowitym podporządkowaniu Ministerstwu Obrony Narodowej. Problem ten rozstrzygnięto rozkazem Naczelnego Dowódcy Wojska Polskiego nr 0245 z 13 września 1945 roku, którym to utworzono Wojska Ochrony Pogranicza. Wpływ na kształtowanie się struktury organizacyjnej i sposobu działania WOP miały wzorce zaczerpnięte zarówno ze wspomnianego KOP, jak i radzieckich wojsk pogranicznych, do czego przyczyniła się obecność w strukturach nowo utworzonej formacji wielu radzieckich oficerów m.in. płk. Gwidona Czerwińskiego, który objął stanowisko pierwszego dowódcy WOP.

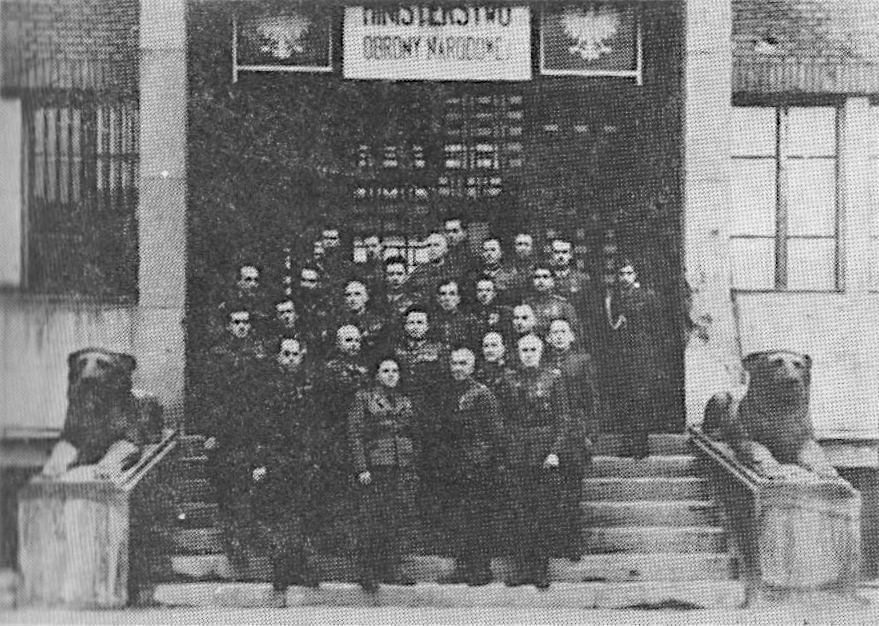
Kierownicza kadra WOP na czele z płk. Gwidonem Czerwińskim podczas odprawy organizacyjno-szkoleniowej 29-30.10.1945.

27 września 1945 sformowano Departament Wojsk Ochrony Pogranicza. Do 14 lutego 1946 podlegał I wiceministrowi ON, gen. dyw. Wsiewołodowi Strażewskiemu, a od 30 października 1945 II wiceministrowi ON, gen. broni Karolowi Świerczewskiemu. Stan etatowy wynosił: 48 wojskowych i 5 pracowników kontraktowych.
Składał się on z wydziałów: wywiadowczego, operacyjno-liniowego, szkolenia bojowego, łączności, ewidencji personalnej oraz sekcji porozumiewawczej konfliktów granicznych i przejściowych punktów kontrolnych.
Departament WOP organizował ochronę granic państwa i kierował służbami specjalistycznymi, związanymi z ochroną granic. W tym zakresie podlegały mu wydziały służby pogranicznej okręgów wojskowych, a poprzez nie oddziały ochrony pogranicza. Łączność między wydziałami służby pogranicznej OW a oddziałami ochrony pogranicza zabezpieczały samodzielne kampanie łączności sformowane w okręgach wojskowych.
Na szczeblu okręgów wojskowych utworzono wydziały WOP:
- wydział WOP I kategorii przy Dowództwie Śląskiego Okręgu Wojskowego,
- trzy wydziały WOP II kategorii przy Dowództwach Krakowskiego, Pomorskiego i Warszawskiego Okręgu Wojskowego,
- dwa wydziały WOP III kategorii przy Dowództwach Lubelskiego i Poznańskiego Okręgu Wojskowego.

Sformowano także:
- jedenaście dowództw oddziałów WOP z pododdziałami obsługi,
- pięćdziesiąt trzy komendy odcinków,
- dwieście czterdzieści dziewięć strażnic,
- siedemnaście samodzielnych kompanii łączności,
- Samodzielny Zakład Tresury Psów Służbowych.

Departament WOP i wydziały przy okręgach wojskowych nie stanowiły w ścisłym tego słowa znaczeniu organów dowodzenia terenowymi jednostkami organizacyjnymi, jakimi były oddziały i podległe im komendy odcinków, strażnice i przejściowe punkty kontrolne. Były to instytucje nadzorująco-kontrolne.
Rozkaz z 13 września powołał 17 samodzielnych kompanii łączności o stanie etatowym 99 wojskowych w każdej. Ten sam rozkaz zobowiązywał szefa Departamentu WOP do utworzenia w Ostródzie Zakładu Tresury Psów Służbowych o etacie 82 wojskowych.
Rozkaz organizacyjny Departamentu WOP z 29 września 1945 roku dokonał podziału granic państwa na odcinki oddziałów, komend i strażnic. Rozkaz ten określał także dyslokację oddziałów. Według wstępnych założeń oddział 1 rozlokować się miał w Żaganiu, 2 – w Rzepinie, 3 – w Stargardzie, 4 – w Gdańsku, 5 – w Węgorzewie, 6 – w Sokółce, 7 – we Włodawie, 8 – w Przemyślu, 9 – w Nowym Sączu, 10 – w Koźlu i 11 – w Bolkowicach. Średnio na oddział przypadało 321,6 km, na komendę 66,7 km, a na strażnicę 14,4 km granicy. Najdłuższe odcinki otrzymały oddziały 4 i 9.
Na podstawie rozkazu Nr 0304/Org. Naczelnego Dowódcy Wojska Polskiego z 28 października 1945 szefowie wydziałów WOP przy dowództwach okręgów wojskowych zorganizowali 15 listopada 1945 pięćdziesiąt jeden przejściowych punktów kontrolnych (PPK) do kontroli ruchu w przejściach granicznych, w tym 27 drogowych, 19 kolejowych, 4 morskie i 1 lotniczy.

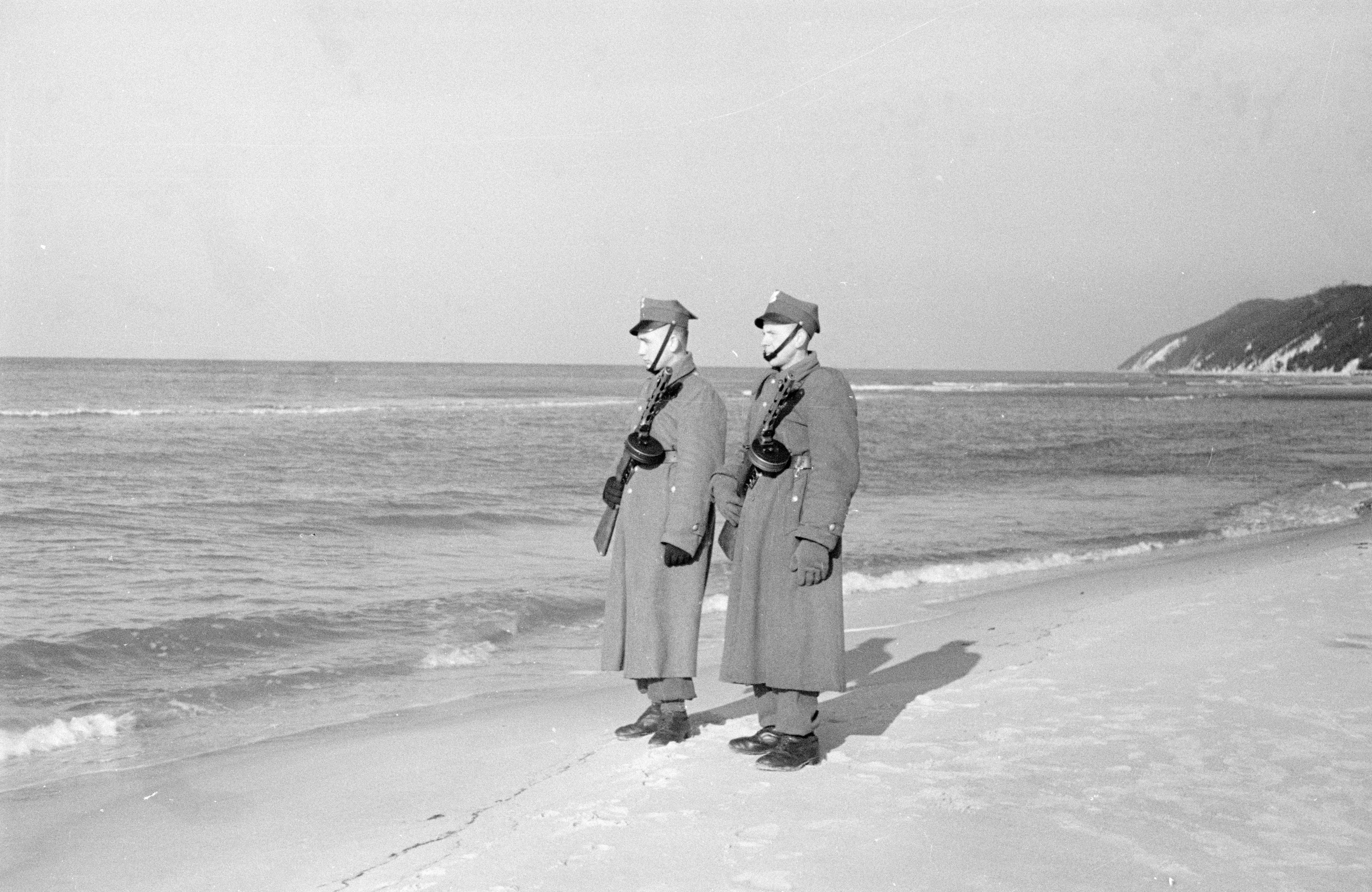
Patrol na plaży w Międzyzdrojach

Organizowana pośpiesznie struktura organizacyjna WOP miała sporo wad. Najwcześniej zwrócono uwagę na niewłaściwą dyslokację oddziałów i pododdziałów. Formowany w rejonie Żagania 1 Oddział OP przez pół roku stacjonował w Sulikowie, natomiast od kwietnia 1946 roku znajdował się w Lubaniu Śląskim, a 4 Oddział formowany w Gdańsku do października 1946 roku stacjonujący w Słupsku, przeniesiony został do Koszalina. Sformowany w Nowym Sączu 9 Oddział przeniesiono do Krakowa, a 5 Oddział z Olsztyna do Kętrzyna. Nowo sformowany 12 Oddział, do jesieni 1946 roku przebywający w Sopocie, przeniesiony został do Gdańska.
Departament WOP i jednostki ochrony pogranicza zreorganizowano we wrześniu 1946. Rozwiązano wydziały WOP w okręgach wojskowych oraz kompanie łączności przeznaczone do obsługi wydziałów, podporządkowując oddziały ochrony pogranicza bezpośrednio Departamentowi WOP. Oddziałom ochrony pogranicza nadano nazwy regionalne. W departamencie sformowano Wydział Polityczno-Wychowawczy, Węzeł Łączności i służby pomocnicze. Stan etatowy Departamentu WOP po reorganizacji wynosił 96 wojskowych i 17 pracowników kontraktowych. 1 października 1946 Departament WOP przyjął funkcję dowodzenia oddziałami ochrany pogranicza. Zaopatrzenie pozostało w gestii okręgów wojskowych. Powołany został nowy 12 Oddział WOP. Oddział ten przejął od 4 Oddziału trzy komendy odcinków – w Lęborku, Sopocie i Elblągu. 3 Oddział OP w Szczecinie przekazał 4 Oddziałowi 15 komendę odcinka w Międzyzdrojach, zatrzymując dla siebie rejony Bałtyku w okolicach Świnoujścia i Zalewu Szczecińskiego.
Na granicy południowej 8 Oddział w Przemyślu przejął od 9 Oddziału 38 i 39 komendę odcinka. Dla dawnych i przeformowanych oddziałów WOP ustalono nowe nazwy, pochodzące głównie od miejsca ich postoju. Po reorganizacji liczba etatów uległa zmniejszeniu o ponad 5 tysięcy. Stan etatowy kadry uległ zmniejszeniu o ponad 36%.
Rozkazem z 21 września 1946 powołano Centrum Wyszkolenia WOP. Miało ono być zlokalizowane w Rawiczu, jednak z braku pomieszczeń zorganizowano je w Ostródzie. Po przeniesieniu centrum do Kętrzyna powstała tam w roku 1949 Oficerska Szkoła WOP.
Rozkaz ND WP nr 077/Org z 13 lutego 1947 roku nakazywał prowadzenie dalszych zmian w strukturze organizacyjnej WOP. Rozformowano wówczas 6 i 8 komendy odcinków oraz 26, 29, 33, 37, 38, 42, 43, 47 i 48 strażnice Poznańskiego Oddziału WOP, a także 109 strażnicę Oddziału Bałtyckiego. 15 komendę odcinka Oddziału Bałtyckiego WOP podporządkowano Oddziałowi Szczecińskiemu. Powołano samodzielną Krośnieńską Komendę WOP w Krośnie nad Wisłokiem. Na granicy południowej uruchomiono 16 przejściowych punktów kontrolnych małego ruchu granicznego. Do końca 1948 roku ich liczbę powiększono do 19. Powołano trzy nowe morskie placówki kontrolne w Ustce, Darłowie i Kołobrzegu. Zlikwidowano też PPK Siólko, Worubie i Zeissen, a zorganizowano drogowe w Świnoujściu i rzeczny w Gryfinie.
Na początku 1947 rozformowano w oddziałach grupy manewrowe. W drugiej połowie roku zorganizowano we wszystkich oddziałach WOP szkoły podoficerskie.
Departament WOP i podległe mu jednostki zreorganizowano po raz drugi w marcu 1947. W departamencie przeformowano Wydział Polityczno-Wychowawczy w zarząd oraz sformowano Wydział Morski i Wydział Łączności Specjalnej. Poza tym Wydział Przejściowych Punktów Kontrolnych i Konfliktów Granicznych nazwano Wydziałem Ruchu Granicznego i Konfliktów Granicznych, a przejściowe punkty kontrolne (PPK) na granicy – granicznymi placówkami kontrolnymi (GPK).
15 marca 1948 na jednostkach nawodnych Wojsk Ochrony Pogranicza wprowadzono banderę i proporzec WOP.

## Wojska Ochrony Pogranicza w latach 1948–1950

Bandera jednostek pływających WOP

Flaga lotnictwa morskiego WOP

W 1948 na bazie Departamentu WOP sformowano Główny Inspektorat Ochrony Pogranicza. Podlegał II wiceministrowi obrony narodowej, gen. Stanisławowi Popławskiemu. Stan etatowy wynosił: 155 wojskowych i 21 pracowników kontraktowych.
Składał się on ze sztabu z wydziałami: operacyjnym, szkolenia bojowego, organizacyjno-ewidencyjnym, ruchu granicznego i konfliktów granicznych, łączności specjalnej. Ponadto w inspektoracie występowały: Zarząd Polityczno-Wychowawczy, Wydział VII (specjalny), Wydział Personalny, Wydział Inspekcji Kwatermistrzowskiej, Służba Inżynieryjno-Saperska, Inspektor Uzbrojenia, Wydział Zdrowia, Węzeł Łączności, Prokuratura i Kancelaria Tajna.
Tym samym rozkazem zmieniono nazewnictwo oddziałów i pododdziałów WOP. Oddziały WOP przemianowano na brygady ochrony pogranicza, komendy odcinków na samodzielne bataliony ochrony pogranicza, Krośnieńską Komendę WOP na Krośnieński samodzielny batalion ochrony pogranicza.
Głównemu Inspektoratowi Ochrony Pogranicza podlegało dwanaście brygad ochrony pogranicza, jeden samodzielny batalion Centrum Wyszkolenia Ochrony Pogranicza i GPK – Okęcie. Zaopatrzenie inspektoratu i jednostek WOP nadal należało do III Wiceministerstwa ON i okręgów wojskowych.
Rozkazem Ministra Obrony Narodowej nr 205/Org. z 4 grudnia 1948, z dniem 1 stycznia 1949, Wojska Ochrony Pogranicza podporządkowano Ministerstwu Bezpieczeństwa Publicznego. Zaopatrzenie WOP przejęły komendy wojewódzkie MO. Zbiegło się to w czasie z pogarszaniem stosunków międzynarodowych, a w kraju z rozpoczęciem walki z odchyleniem prawicowo-nacjonalistycznym. WOP włączony został do walki ideologicznej. Migrację i przemyt zaczęto traktować jako szpiegostwo lub dywersyjną penetrację pogranicza przez agentów obcych wywiadów. Narzucenie przez kierownictwo MBP takiego widzenia zagrożeń, spowodowało daleko idące zmiany organizacyjno-strukturalne WOP.
W terminie do 10 listopada 1948 obsadzony został ostatni odcinek graniczny w cyplu ciśnieńskim. Wybudowano strażnice WOP w Wetlinie, Ustrzykach Górnych, Stuposianach, Dwerniku i Hulskiem.
1 stycznia 1949 w WOP były 2673 etaty oficerskie. 2070 z nich zostało obsadzonych. Braki sięgały około 23%. Najliczniejszą grupę żołnierzy stanowili oficerowie pochodzenia chłopskiego (40,6%) oraz robotniczego (37,5%). 79% żołnierzy było wychowankami ludowego Wojska Polskiego, 16% przedwojennego Wojska Polskiego, zaś pozostałe 5% stanowili obywatele ZSRR i oficerowie Armii Radzieckiej. We wrześniu 1949 roku sformowano bataliony ochrony portów, zmieniając przy tym system ochrony granicy na ich obszarze i obejmując stałą kontrolą ruch rybacki. W tym okresie ochraniane przez brygady OP odcinki granicy uległy korektom i odpowiadały granicom województw, a odcinki samodzielnych batalionów OP powiatów nadgranicznych. Miało to poprawić współdziałanie między wojskami OP a powiatowymi i wojewódzkimi organami partyjnymi, UB oraz administracji publicznej.
Aby nadać ochronie granic większą rangę, podkreślając wojskowy charakter tej formacji, od 1 stycznia 1950 powrócono w nazwach jednostek do wcześniejszego określania: „Wojska Ochrony Pogranicza”.

### Struktura organizacyjna WOP w 1948

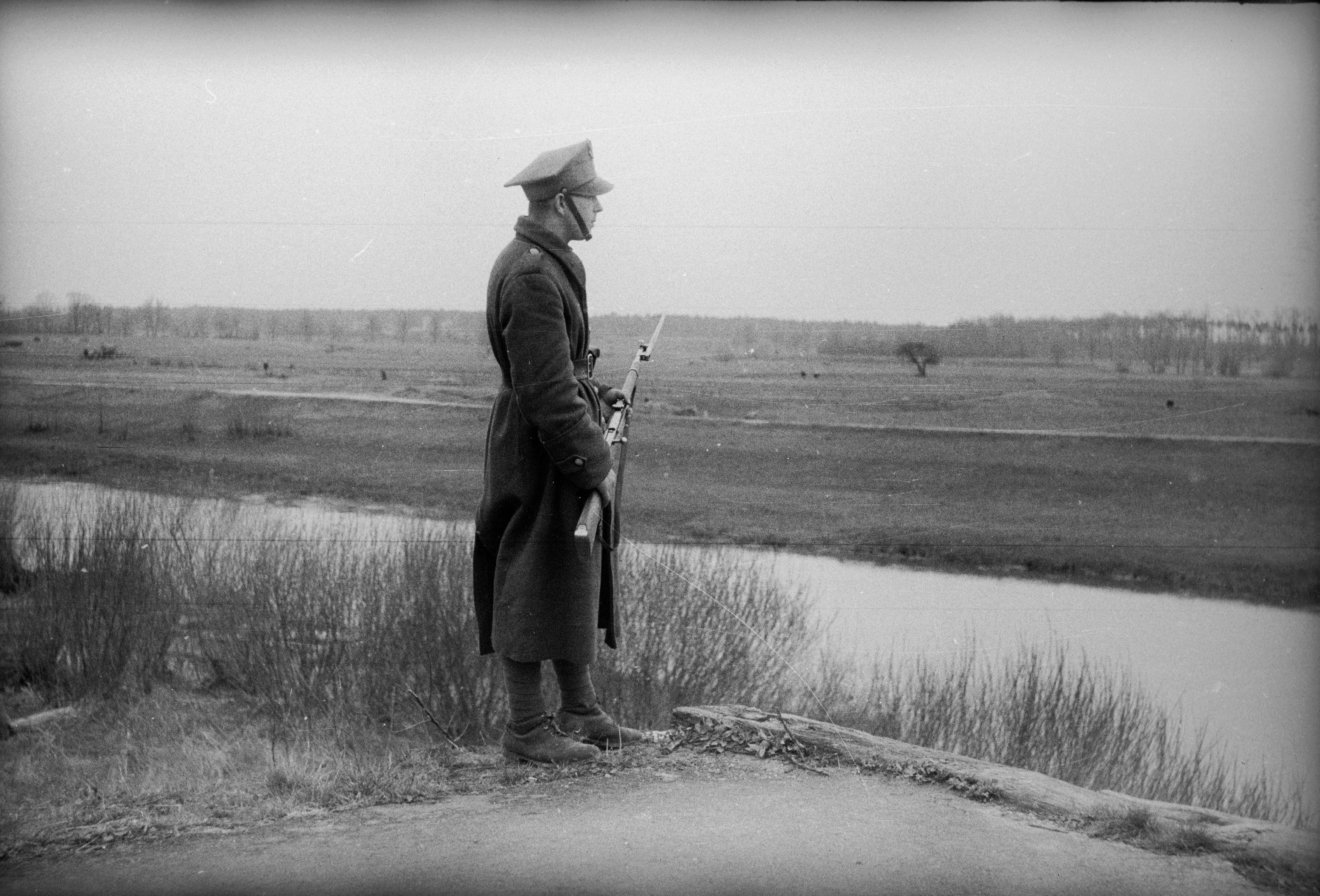
Żołnierz WOP podczas pełnienia służby nad Nysą Łużycką (1948)

Główny Inspektorat Ochrony Pogranicza:
- 4 Brygada Ochrony Pogranicza
- 6 Brygada Ochrony Pogranicza
- 7 Brygada Ochrony Pogranicza
- 8 Brygada Ochrony Pogranicza
- 10 Brygada Ochrony Pogranicza
- 11 Brygada Ochrony Pogranicza
- 12 Brygada Ochrony Pogranicza
- 13 Brygada Ochrony Pogranicza
- 15 Brygada Ochrony Pogranicza
- 19 Brygada Ochrony Pogranicza
- 21 Brygada Ochrony Pogranicza
- 23 Brygada Ochrony Pogranicza.

## Utrwalanie struktury organizacyjnej w latach 1951–1956
W 1950, na bazie Głównego Inspektoratu Ochrony Pogranicza, sformowano Dowództwo Wojsk Ochrony Pogranicza. Podlegało ministrowi bezpieczeństwa publicznego, gen. dyw. Stanisławowi Radkiewiczowi. Stan etatowy wynosił 210 (267) wojskowych.
W jego skład wchodziły: sztab WOP z wydziałami: operacyjny, wyszkolenia bojowego, łączności, organizacyjno-ewidencyjny, łączności specjalnej i morski. Ponadto: Zarząd Polityczno-Wychowawczy i samodzielne wydziały: zwiadowczy, ruchu granicznego i konfliktów granicznych, uzbrojenia, inżynieryjno-saperski, służby zdrowia, służby weterynarii, a także Inspekcja Kwatermistrzowska i kancelaria główna.
Podlegały mu: trzynaście brygad WOP, Oficerska Szkoła WOP w Kętrzynie, Szkoła Specjalistów Morskich w Gdańsku i GPK Warszawa Okęcie.
Z dniem 1 stycznia 1951 weszła w życie nowa numeracja batalionów i brygad Wojsk Ochrony Pogranicza.
Dowództwo WOP i podległe mu oddziały po raz drugi zreorganizowano w 1956. Rozformowano 4 brygady WOP na granicy wschodniej. W ich miejsce powołano 4 samodzielne grupy manewrowe i 4 samodzielne oddziały zwiadowcze, a w miejsce strażnic 22 placówki Zwiadu. Samodzielne grupy manewrowe powołano w Kętrzynie, Białymstoku, Chełmie Lubelskim i Przemyślu. Miały one prowadzić działania pościgowe w przypadku nielegalnego przekroczenia granicy do Polski oraz doraźnie organizować ochronę określonych odcinków granicy. Zadaniem samodzielnych oddziałów zwiadowczych było kierowanie pracą placówek i organizowanie pracy kontrwywiadowczej.
W lutym 1957 połączono 3 Brygadę WOP ze sztabem w Krakowie i 26 Brygadą WOP z Nowego Sącza w jedną 3 Brygadę WOP ze sztabem w Nowym Sączu.

### Struktura WOP w 1956
Dowództwo WOP w Warszawie
- Grupa Manewrowa Kętrzyn

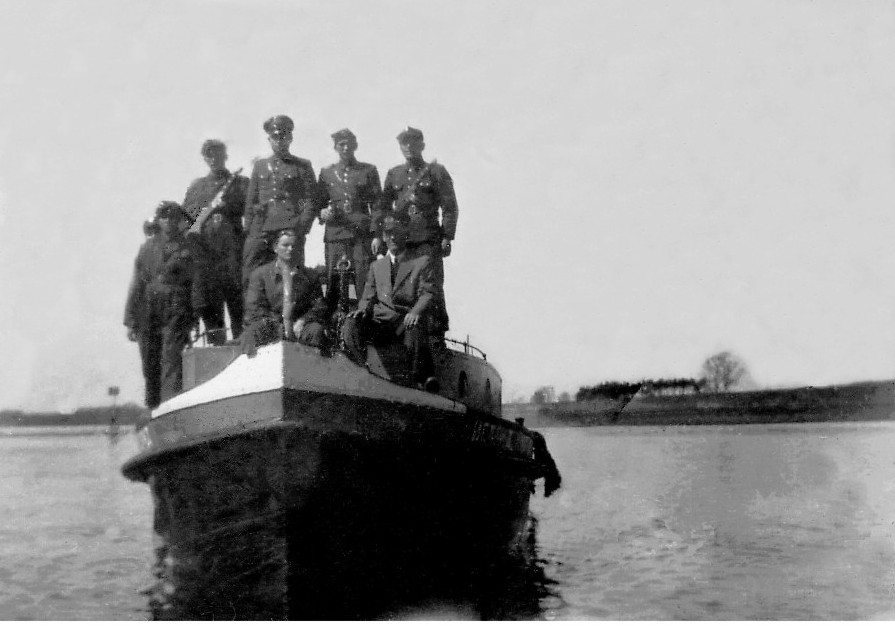
Żołnierze GPK Miłow w latach 50. XX w.

- Samodzielny Oddział Zwiadowczy w Kętrzynie
- Grupa Manewrowa Białystok
- Samodzielny Oddział Zwiadowczy w Białymstoku
- Grupa Manewrowa Tomaszów
- Samodzielny Oddział Zwiadowczy w Tomaszowie
- Grupa Manewrowa Przemyśl
- Samodzielny Oddział Zwiadowczy w Przemyślu
- 3 Brygada WOP w Krakowie
- 4 Brygada WOP w Gliwicach
- 5 Brygada WOP w Kłodzku
- 8 Brygada WOP w Lubaniu Śląskim
- 9 Brygada WOP w Krośnie Odrzańskim
- 12 Brygada WOP w Szczecinie
- 15 Brygada WOP w Koszalinie
- 16 Brygada WOP w Gdańsku Nowym Porcie
- Oficerska Szkoła WOP w Kętrzynie
- Zakład Tresury Psów Służbowych WOP w Zgorzelcu
- Szkoła Specjalistów Morskich WOP w Gdańsku
- Szkoła Podoficerska Łączności WOP w Zgorzelcu
- Graniczna Placówka Kontrolna Warszawa Okęcie.

## Kolejne przeobrażenia w strukturze organizacyjnej WOP
Po raz kolejny Wojska Ochrony Pogranicza zreorganizowano w maju 1957. Połączono grupy manewrowe i samodzielne oddziały zwiadowcze w cztery oddziały, pozostawiając kadrowy system ochrony granicy wschodniej.
W 1958 sformowano Szkołę Podoficerów Sanitarną w Szczecinie i Samodzielną Eskadrę Lotnictwa Rozpoznawczego WOP. W dowództwie WOP utworzono Oddział Służby Medycznej i Wydział Normatywno-Prawny oraz Komitet Partyjny PZPR. Powołano redakcję pisma WOP „Granica”. Nazwy regionalne nadano brygadom w 1958, a oddziałom w roku 1959. W 1961 dowództwo posiadało kryptonim Omega, a Szefostwo Służby Morskiej – Organ.

### Struktura organizacyjna
Dowództwo WOP
- Sztab WOP:
  - Oddział Operacyjno-Szkoleniowy
  - Oddział Łączności

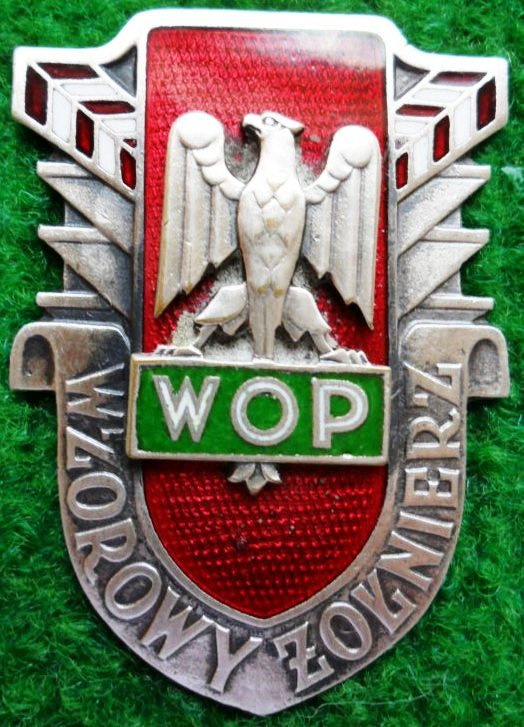
Odznaka Wzorowy Żołnierz WOP

  - Oddział Organizacyjno-Mobilizacyjny
- Zarząd Polityczny
- Zarząd II Zwiadu
- Kwatermistrzostwo
- Oddział Służby Morskiej
- Oddział Kadr
- Oddział Finansowy
- Oddział Uzbrojenia
- Oddział Służby Medycznej
- Służba Samochodowa
- Służba Inżynieryjno-Saperska
- Służba Chemiczna
- Wydział Normatywno-Prawny

Po nadaniu nazw regionalnych brygadom w 1958, a oddziałom w 1959 roku dowództwu WOP podlegały:
- 19 Kętrzyński Oddział WOP w Kętrzynie
- 22 Białostocki Oddział WOP w Białymstoku
- 23 Chełmski Oddział WOP w Chełmie Lubelskim
- 26 Przemyski Oddział WOP w Przemyślu
- 3 Karpacka Brygada WOP w Nowym Sączu
- 4 Górnośląska Brygada WOP w Gliwicach
- 5 Sudecka Brygada WOP w Kłodzku
- 8 Łużycka Brygada WOP w Lubaniu Śląskim
- 9 Lubuska Brygada WOP w Krośnie Odrzańskim
- 12 Pomorska Brygada WOP w Szczecinie
- 15 Bałtycka Brygada WOP w Koszalinie
- 16 Kaszubska Brygada WOP w Gdańsku Nowym Porcie
- Oficerska Szkoła WOP w Kętrzynie
- Zakład Tresury Psów Służbowych WOP w Zgorzelcu
- Szkoła Specjalistów Morskich WOP w Gdańsku
- Szkoła Podoficerów Łączności w Zgorzelcu
- Szkoła Samochodowa WOP w Białymstoku
- Szkoła Podoficerów Sanitarnych w Szczecinie
- Samodzielna Eskadra Lotnictwa Rozpoznawczego WOP w Szczecinie Dąbiu / Wicku Morskim
- Graniczne placówki kontrolne:
  - GPK Okęcie
  - GPK Terespol.

## W strukturach MON 1965–1971
W lipcu 1965 Wojska Ochrony Pogranicza ponownie wróciły do Ministerstwa Obrony Narodowej i zostały włączone w skład systemu Wojsk Obrony Terytorialnej. Motywowano to potrzebą ujednolicenia struktury organizacyjnej i systemu dowodzenia Sił Zbrojnych PRL. Na bazie Dowództwa WOP sformowano Szefostwo Wojsk Ochrony Pogranicza. Podlegało głównemu inspektorowi obrony terytorialnej, gen. broni Grzegorzowi Korczyńskiemu. Odpowiadało za organizację ochrony granic państwa poza przejściami granicznymi i kierowało służbami specjalnymi, związanymi z ochroną granic. Stan etatowy: 82 wojskowych.
Na czele szefostwa stał gen. bryg. Mieczysław Dębicki. W jego skład wchodziły: Zarząd II WOP, Oddział Operacyjno-Szkoleniowy, Wydział Łączności, Wydział Organizacyjno-Planistyczny, Wydział Ogólno-Administracyjny i kancelaria.
Podlegały mu: osiem brygad WOP, cztery oddziały WOP, Zakład Tresury Psów Służbowych WOP w Zgorzelcu, Szkoła Specjalistów Morskich WOP w Gdańsku, Szkoła Podoficerów Łączności w Zgorzelcu, Szkoła Samochodowa w Białymstoku, Szkoła Podoficerów Sanitarnych WOP w Szczecinie.
Podległe jednostki przeniesiono na nowe, mniejsze etaty. Powstały strażnice: techniczne, lądowe i morskie. Na granicy zachodniej rozpoczęto instalowanie urządzeń sygnalizacyjnych. W 1966 roku rozformowano Szkołę Podoficerów Sanitarnych, w 1967 Szkołę Specjalistów Morskich, w 1968 – Szkołę Samochodową i Szkołę Podoficerów Łączności. Kadrę specjalistów WOP uzupełniać miało szkolnictwo wojskowe MON.

### Struktura organizacyjna
- szefostwo WOP[44]
- 3 Karpacka Brygada WOP w Nowym Sączu
- 4 Górnośląska Brygada WOP w Gliwicach
- 5 Sudecka Brygada WOP w Kłodzku
- 8 Łużycka Brygada WOP w Lubaniu Śląskim
- 9 Lubuska Brygada WOP w Krośnie Odrzańskim
- 12 Pomorska Brygada WOP w Szczecinie
- 15 Bałtycka Brygada WOP w Koszalinie
- 16 Kaszubska Brygada WOP w Gdańsku Nowym Porcie
- 19 Kętrzyński Oddział WOP w Kętrzynie
- 22 Białostocki Oddział WOP w Białymstoku
- 23 Chełmski Oddział WOP w Chełmie Lubelskim
- 26 Przemyski Oddział WOP w Przemyślu
- Zakład Tresury Psów Służbowych WOP w Zgorzelcu
- Szkoła Specjalistów Morskich WOP w Gdańsku
- Szkoła Podoficerów Łączności w Zgorzelcu
- Szkoła Samochodowa w Białymstoku
- Szkoła Podoficerów Sanitarnych WOP w Szczecinie.

## W strukturach Ministerstwa Spraw Wewnętrznych 1971–1976

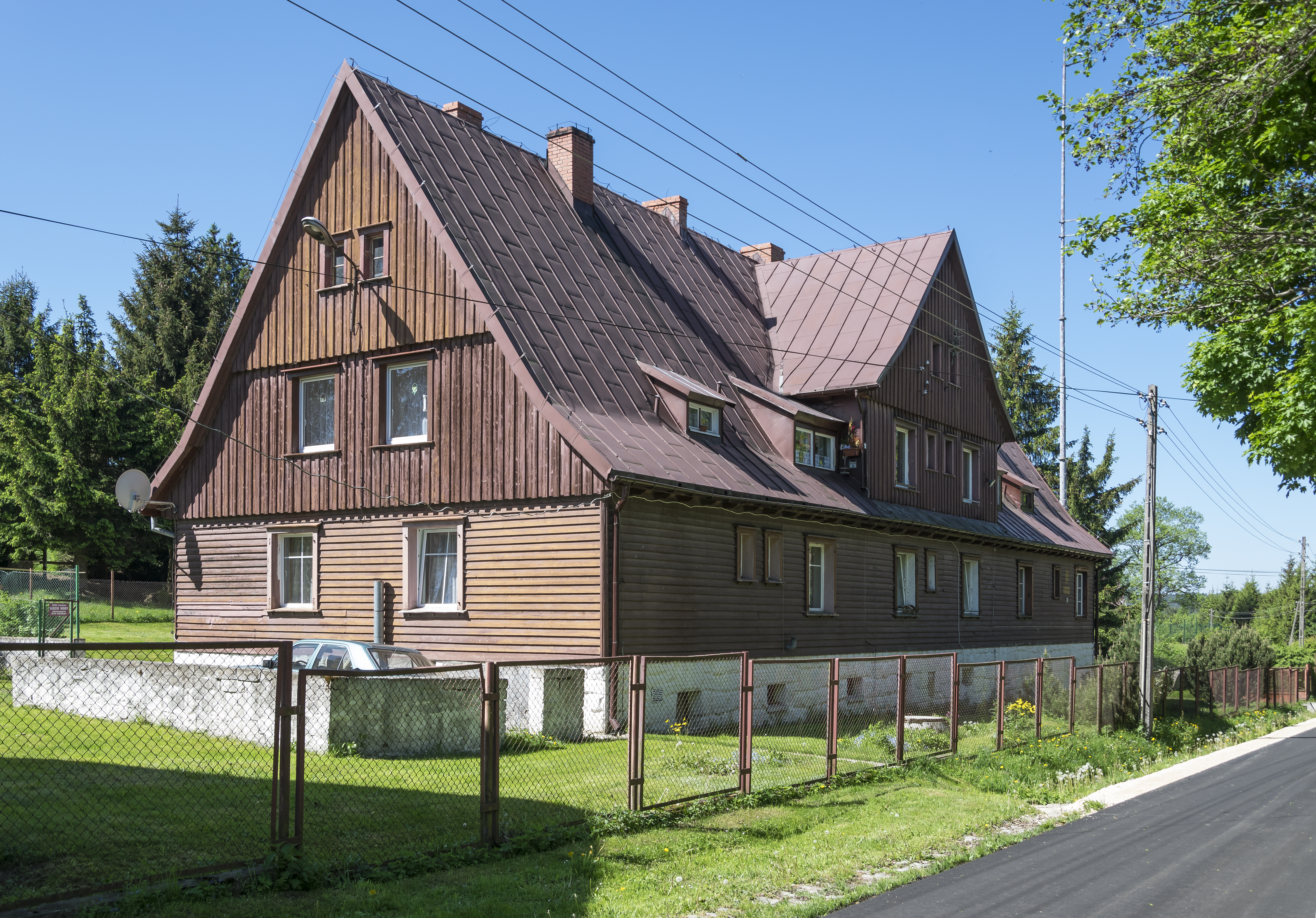
Dawna strażnica WOP w Lesicy

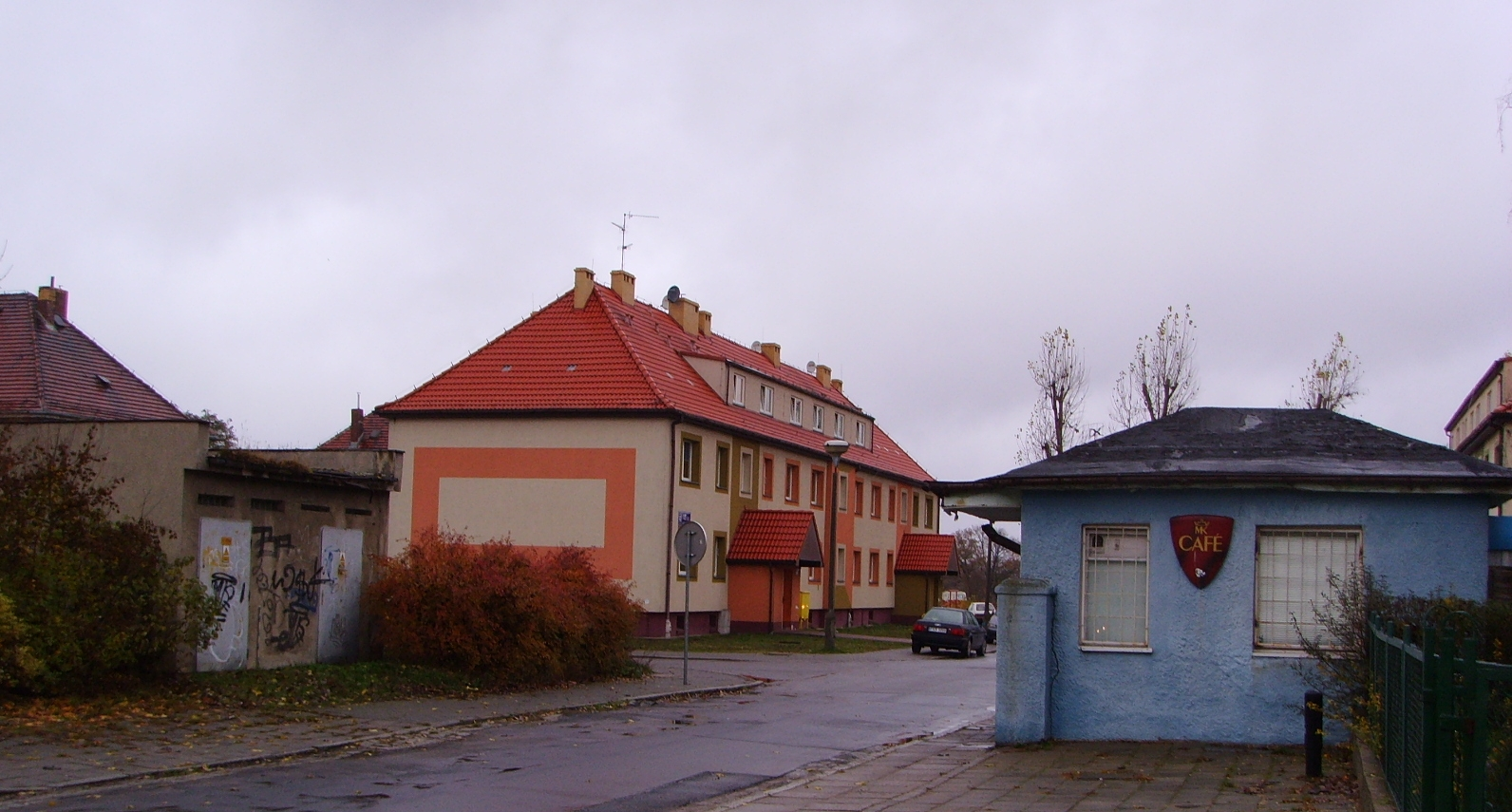
Dawne koszary WOP w Gubinie

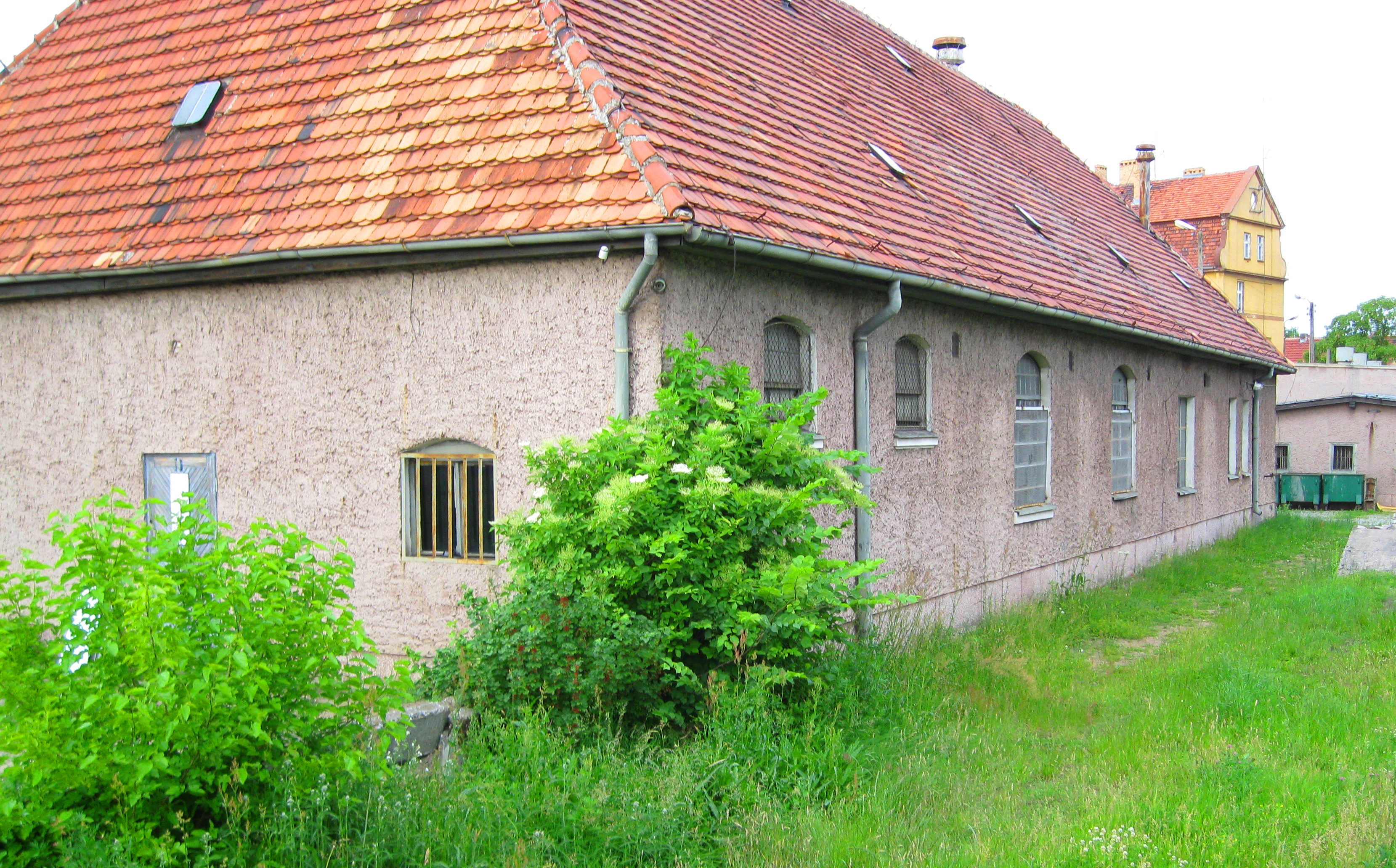
Dawny magazyn WOP w Słubicach

W październiku 1971 wyłączono WOP ze struktur Wojsk Obrony Terytorialnej i podporządkowano ponownie Ministrowi Spraw Wewnętrznych. Na bazie Szefostwa WOP i komórek organizacyjnych WOP przekazanych przez MON i MSW sformowano Dowództwo WOP. Podlegało Ministrowi Spraw Wewnętrznych, gen. bryg. Stanisławowi Kowalczykowi. Stan etatowy: 523 żołnierzy.
Jednocześnie powrócił do WOP pion kontroli ruchu granicznego wraz z przejściami granicznymi. Przywrócono jednolity system ochrony granicy państwa.
Do ochrony granicy morskiej na Wybrzeżu nadal wykorzystywano i udoskonalano system r./lok. wykrywania. Według stanu z 1 stycznia 1971 składał się z 64 POWT. W 1971 wybudowano dwa dalsze POWT (Przytor i Gdynia Port).

### Struktura organizacyjna
W 1971 dowództwu WOP podlegały:
- 3 Karpacka Brygada WOP w Nowym Sączu
- 4 Górnośląska Brygada WOP w Gliwicach
- 5 Sudecka Brygada WOP w Kłodzku
- 8 Łużycka Brygada WOP w Lubaniu Śląskim
- 9 Lubuska Brygada WOP w Krośnie Odrzańskim
- 12 Pomorska Brygada WOP w Szczecinie
- 15 Bałtycka Brygada WOP w Koszalinie
- 16 Kaszubska Brygada WOP w Gdańsku Nowym Porcie
- 19 Kętrzyński Oddział WOP w Kętrzynie
- 22 Białostocki Oddział WOP w Białymstoku
- 23 Chełmski Oddział WOP w Chełmie Lubelskim
- 26 Przemyski Oddział WOP w Przemyślu
- Ośrodek Szkolenia WOP w Kętrzynie
- Zakład Tresury Psów Służbowych WOP w Zgorzelcu
- Graniczne placówki kontrolne:
  - GPK Warszawa Okęcie
  - GPK Terespol.

## WOP w latach 1976–1983

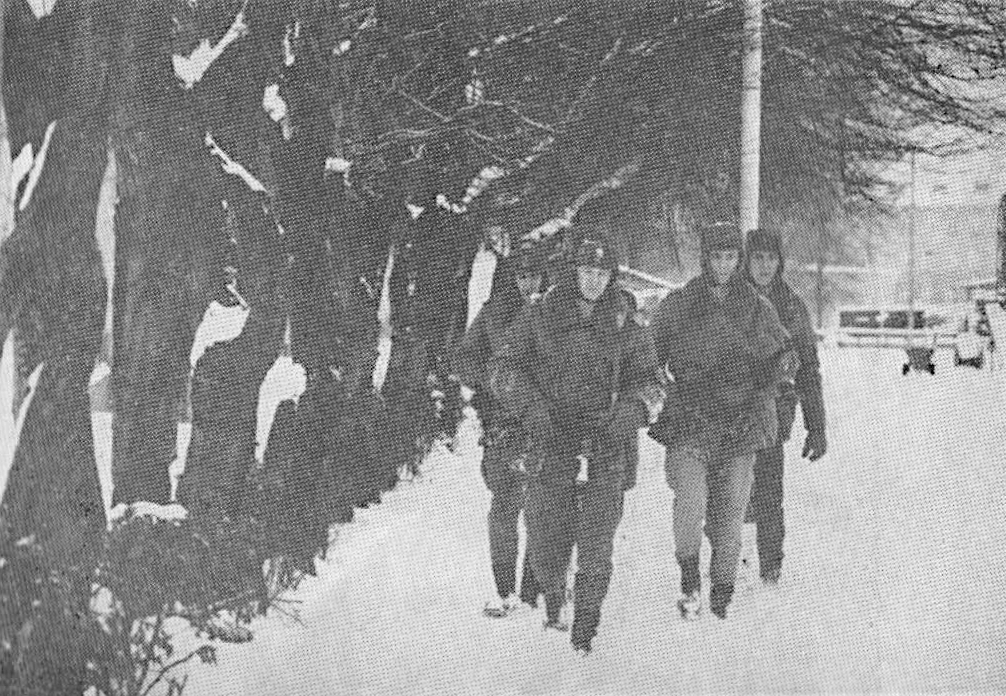
W okresie stanu wojennego WOP wykonywały zwiększone zadania w ochronie granicy państwowej i zapewniały porządek i bezpieczeństwo w strefie nadgranicznej (1981.12.13–1983.07.22)

W 1976 Wojska Ochrony Pogranicza przeszły na dwuszczeblowy system dowodzenia. W brygadach rozformowano bataliony, a strażnice podporządkowano bezpośrednio brygadom. W miejscu rozformowanych batalionów sformowano placówki zwiadu, grupy kwatermistrzowskie i techniczne oraz kompanie odwodowe lub ośrodki szkolenia. Rozformowano także 19 Kętrzyński Oddział WOP. Oddziały WOP ochraniające granicę wschodnią przeformowano w brygady.
W okresie stanu wojennego (13 grudnia 1981–22 lipca 1983) Wojska Ochrony Pogranicza cały wysiłek służb przede wszystkim strażnic i GPK, skierowano na ochronę granicy oraz utrzymanie porządku i bezpieczeństwa w strefie nadgranicznej, współpracując ściśle z organami milicji i Służby Bezpieczeństwa. W strażnicach normę służby granicznej dla żołnierzy podwyższono z 8 do 12 godzin na dobę. Po wprowadzeniu ograniczeń w ruchu granicznym część niewykorzystanej kadry GPK przerzucono do strażnic w celu wspomożenia bezpośredniej ochrony granicy. Patrole wysyłane w teren zostały wzmocnione. Wyeliminowano służby składające się z jednego żołnierza. Ścisłą kontrolą objęto całą strefę nadgraniczną, sięgając niekiedy głębiej. Niektóre szlaki turystyczne zostały zamknięte, a ruch w strefie nadgranicznej został znacznie ograniczony. W stan gotowości były postawione wszystkie pododdziały odwodowe. Wzmocniono kontrolę ruchu jednostek pływających.
W latach 80. XX w. formacje i sprzęt (głównie pojazdy) WOP wspomagały działania MO i ZOMO w walkach z demonstrantami sprzeciwiającymi się stanowi wojennemu.

### Struktura organizacyjna

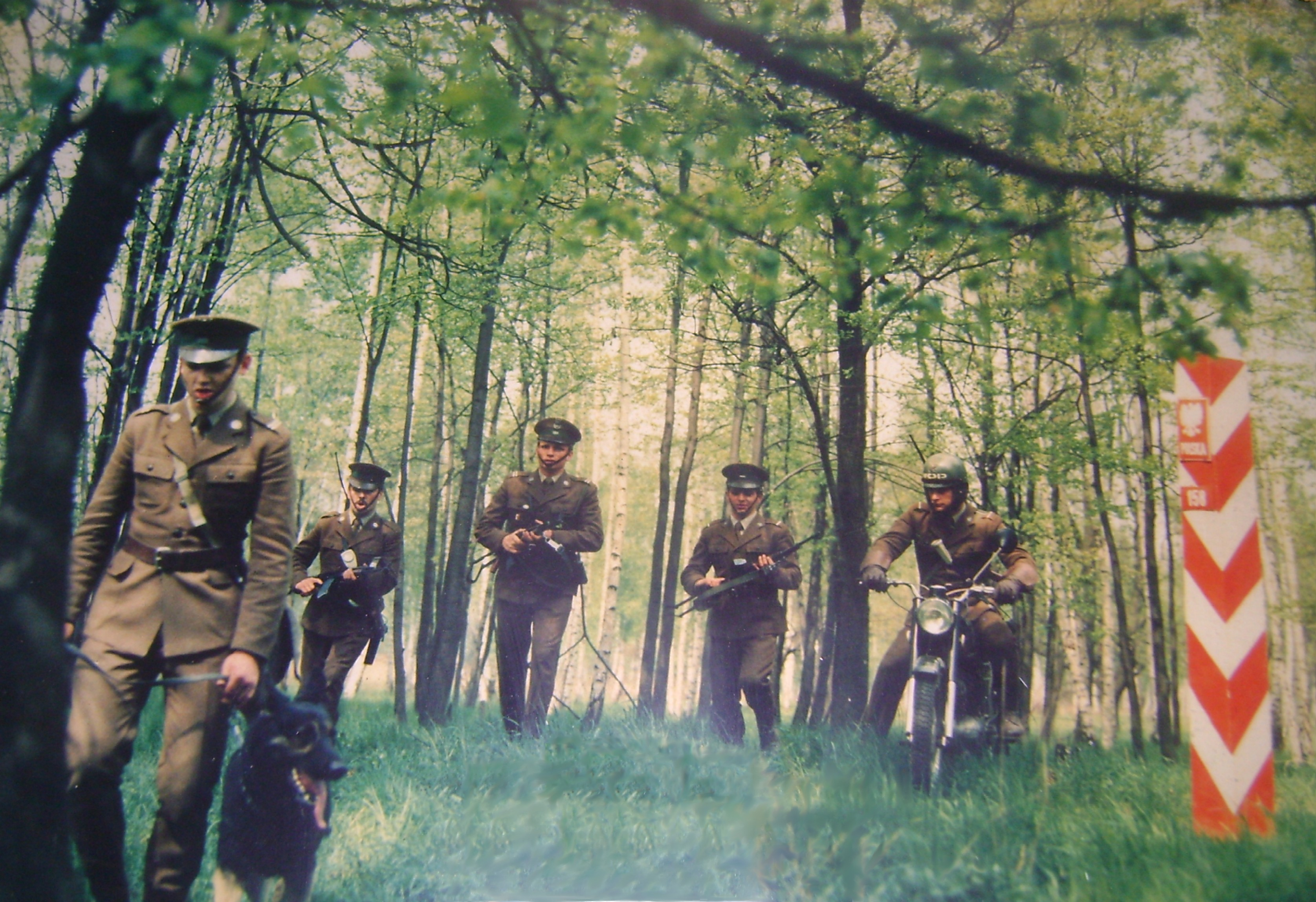
Żołnierze WOP na granicy z NRD

W latach 80. XX w. Wojska Ochrony Pogranicza składały się z dowództwa i 11 brygad. Były to:
- Dowództwo WOP (Warszawa),
- Kaszubska Brygada WOP (Gdańsk)
- Bałtycka Brygada WOP (Koszalin)
- Pomorska Brygada WOP (Szczecin)
- Lubuska Brygada WOP (Krosno Odrzańskie)
- Łużycka Brygada WOP (Lubań Śląski)
- Sudecka Brygada WOP (Kłodzko)
- Górnośląska Brygada WOP (Gliwice)
- Karpacka Brygada WOP (Nowy Sącz)
- Bieszczadzka Brygada WOP (Przemyśl)
- Nadbużańska Brygada WOP (Chełm)
- Podlasko-Mazurska Brygada WOP (Białystok).

## WOP u schyłku istnienia 1983–1991
Po stanie wojennym odtwarzano bataliony graniczne. Odtworzono bataliony w Sanoku, Nowym Targu, Cieszynie, Raciborzu, Prudniku, Zgorzelcu, Gubinie, Słubicach i Chojnie. Organizacja batalionów w Nowym Sączu, Lubaniu Śląskim i Szczecinie zatrzymana została na etapie szkieletowych dowództw. Te w terminie późniejszym rozformowano.

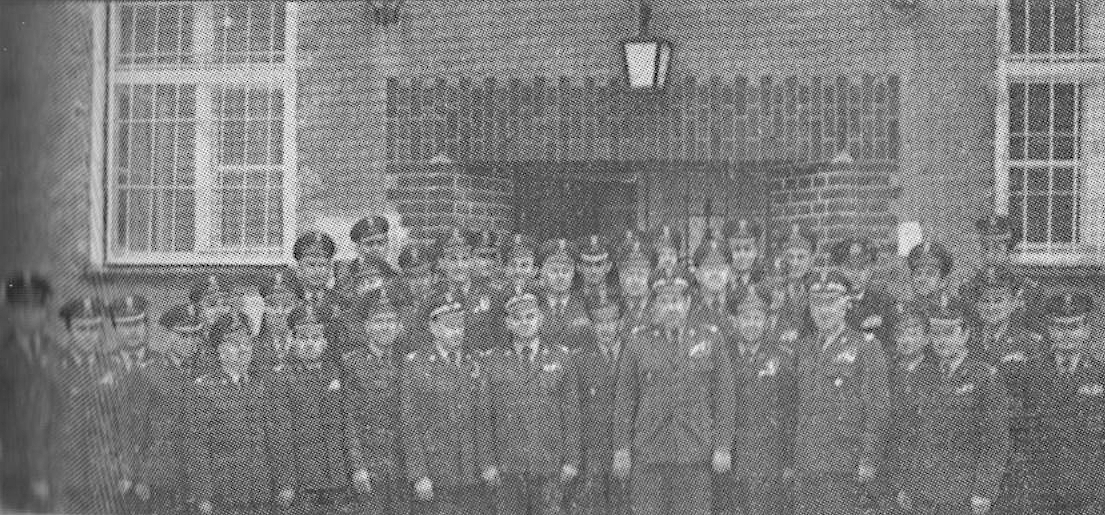
Odprawa szkoleniowa szefów sztabów i zastępców dowódców jednostek WOP ds. politycznych. Od lewej w pierwszym rzędzie: gen. bryg. Feliks Stramik szef sztabu WOP (od maja 1983 d-ca WOP), gen. bryg. Lucjan Czubiński wiceminister spraw wewnętrznych, szef Wojsk MSW, gen. dyw. Czesław Stopiński d-ca WOP, gen. bryg. Władysław Jura z-ca dowódcy WOP ds. politycznych (1983)

W 1986 dzień 13 września ustanowiono Dniem Weterana Służby Granicznej.
16 czerwca 1989 dowódca WOP wydał zarządzenie odnośnie do zmian restrukturyzacyjnych w WOP. Kolejnymi zarządzeniami zmieniono podporządkowania GPK w Terespolu oraz strażnic lądowych w Janowie Podlaskim, Terespolu i Sławatyczach. Natomiast wydane po kilku dniach kolejne zarządzenie rozkazywało rozformować Nadbużańską Brygadę, sformować Nadbużański Batalion WOP oraz przeformować Bieszczadzką Brygadę WOP. Strażnice rozformowanych brygad w Janowie Podlaskim, Terespolu i Sławatyczach oraz GPK Terespol-Kukuryki przekazane zostały Podlasko-Mazurskiej Brygadzie WOP, a nowo sformowany Nadbużański Batalion i GPK w Dorohusku podporządkowano Bieszczadzkiej Brygadzie WOP. Restrukturyzowana Bieszczadzka Brygada WOP Karpackiej Brygadzie WOP batalion odwodowy w Sanoku, GPK Barwinek oraz strażnice w Wetlinie, Łupkowie, Komańczy, Jaśliskach, Barwinku, Ożennej i w Roztokach.
W Górnośląskiej Brygadzie WOP w maju 1989 rozformowano strażnice rozwinięte WOP: Równe i Bliszczyce, a 1 listopada 1989 strażnice rozwinięte byłego bg GB WOP Prudnik w tym Gościce i Jasienica Górna przekształcono w strażnice kadrowe, które 23 marca 1991 zostały włączone w struktury Sudeckiego Batalionu WOP w Kłodzku. 1 listopada 1989 rozformowano strażnicę WOP Krzyżkowice, a została utworzona kadrowa Strażnica WOP Trzebina. 12 grudnia 1989 zlikwidowano strażnicę Skrbeńsko. 1 listopada 1989 rozformowano też dowództwa batalionów granicznych: Żywiec i Prudnik, a w kwietniu 1990 batalionu granicznego Racibórz.
W Sudeckiej Brygadzie WOP z dniem 4 sierpnia 1989 rozformowano strażnice kadrowe Długopole i Kamienica, z dniem 22 sierpnia strażnice kadrowe Pstrążna, a z dniem 28 sierpnia strażnicę Tłumaczów.
Późną jesienią rozformowano Lubuską Brygadę WOP, a na jej bazie utworzono Ośrodek Szkolenia WOP w Krośnie Odrzańskim. Rejon służbowej odpowiedzialności brygady przekazano Łużyckiej i Pomorskiej Brygadzie WOP.
W tym samym czasie rozformowano bataliony portowe w Gdańsku i Gdyni z Kaszubskiej Brygady WOP.
W 1989 przeformowano Sudecką i Nadbużańską Brygadę WOP w Sudecki i Nadbużański Batalion WOP. W 1990 Bałtycką Brygadę WOP przeformowano w Bałtycki Oddział WOP. W Szczecinie, Gdyni i Gdańsku rozformowano bataliony portowe WOP. Restrukturyzacja jednostek WOP trwała przez cały 1990. Rozformowanych zostało 6 dowództw batalionów granicznych i 13 strażnic WOP, sformowane zostały nowe GPK w Dorohusku i Hrebennem, przeformowano 10 strażnic rozwiniętych na strażnice kadrowe. Ogółem zmniejszono stan etatowy WOP o 576 żołnierzy, a stan faktyczny – po zlikwidowaniu nadwyżek etatowych – o 1878 żołnierzy.
W związku z likwidacją formacji, kadra WOP została formalnie zwolniona do rezerwy i na zasadzie dobrowolności przeszła do służby w charakterze funkcjonariuszy nowo formującej się Straży Granicznej.

### Struktura organizacyjna w 1991
Dowództwu Wojsk Ochrony Pogranicza w 1991 podlegały:
- Karpacka Brygada WOP w Nowym Sączu
- Górnośląska Brygada WOP w Gliwicach
- Sudecki Batalion WOP w Kłodzku
- Łużycka Brygada WOP w Lubaniu Śląskim
- Pomorska Brygada WOP w Szczecinie
- Bałtycki Oddział WOP w Koszalinie
- Kaszubska Brygada WOP w Gdańsku Nowym Porcie
- Podlasko-Mazurska Brygada WOP w Białymstoku
- Bieszczadzka Brygada WOP w Przemyślu
- Ośrodek Szkolenia WOP w Krośnie Odrzańskim
- Centrum Szkolenia WOP w Kętrzynie
- Ośrodek Tresury Psów Służbowych WOP w Żarce
- Graniczna Placówka Kontrolna Warszawa Okęcie.

| Skład organizacyjny i stan etatowy Wojsk Ochrony Pogranicza (7 maja 1991) | Skład organizacyjny i stan etatowy Wojsk Ochrony Pogranicza (7 maja 1991) | Skład organizacyjny i stan etatowy Wojsk Ochrony Pogranicza (7 maja 1991) | Skład organizacyjny i stan etatowy Wojsk Ochrony Pogranicza (7 maja 1991) | Skład organizacyjny i stan etatowy Wojsk Ochrony Pogranicza (7 maja 1991) | Skład organizacyjny i stan etatowy Wojsk Ochrony Pogranicza (7 maja 1991) | Skład organizacyjny i stan etatowy Wojsk Ochrony Pogranicza (7 maja 1991) |
| ------------------------------------------------------------------------- | ------------------------------------------------------------------------- | ------------------------------------------------------------------------- | ------------------------------------------------------------------------- | ------------------------------------------------------------------------- | ------------------------------------------------------------------------- | ------------------------------------------------------------------------- |
| L.p.                                                                      | Nazwa jednostki Wojsk Ochrony Pogranicza                                  | Nr etatu                                                                  | na czas „W”                                                               | na czas „W”                                                               | na czas „P”                                                               | na czas „P”                                                               |
| L.p.                                                                      | Nazwa jednostki Wojsk Ochrony Pogranicza                                  | Nr etatu                                                                  | żołnierzy                                                                 | p.c.                                                                      | żołnierzy                                                                 | p.c.                                                                      |
| 1                                                                         | Karpacka Brygada WOP w Nowym Sączu                                        | 44/086                                                                    | 1497                                                                      | 57                                                                        | 1041                                                                      | 64                                                                        |
| 1.1                                                                       | Batalion Graniczny Karpackiej BWOP w Nowym Targu                          | 44/088                                                                    | 511                                                                       | 8                                                                         | 399                                                                       | 8                                                                         |
| 1.2                                                                       | Batalion Odwodowy Karpackiej BWOP w Sanoku                                | 44/0135                                                                   | 850                                                                       | 5                                                                         | 299                                                                       | 4                                                                         |
| 2                                                                         | Górnośląska Brygada WOP w Gliwicach                                       | 44/089                                                                    | 2115                                                                      | 68                                                                        | 1379                                                                      | 79                                                                        |
| 2.1                                                                       | Batalion Graniczny Górnośląskiej Brygady WOP w Cieszynie                  | 44/091                                                                    | 862                                                                       | 13                                                                        | 621                                                                       | 13                                                                        |
| 3                                                                         | Sudecka Brygada WOP w Kłodzku                                             | 44/094                                                                    | 1438                                                                      | 53                                                                        | 1026                                                                      | 54                                                                        |
| 4                                                                         | Łużycka Brygada WOP w Lubaniu Śląskim                                     | 44/095                                                                    | 1201                                                                      | 61                                                                        | 1230                                                                      | 84                                                                        |
| 4.1                                                                       | Batalion Graniczny Łużyckiej Brygady WOP w Szklarskiej Porębie            | 44/097                                                                    | 648                                                                       | 8                                                                         | 534                                                                       | 8                                                                         |
| 4.2                                                                       | Batalion Graniczny Łużyckiej Brygady WOP w Zgorzelcu                      | 44/098                                                                    | 776                                                                       | 9                                                                         | 603                                                                       | 9                                                                         |
| 4.3                                                                       | Batalion Graniczny Łużyckiej Brygady WOP w Gubinie                        | 44/0100                                                                   | 639                                                                       | 13                                                                        | 552                                                                       | 13                                                                        |
| 5                                                                         | Pomorska Brygada WOP w Szczecinie                                         | 44/0102                                                                   | 2002                                                                      | 70                                                                        | 2010                                                                      | 111                                                                       |
| 5.1                                                                       | Batalion Graniczny Pomorskiej Brygady WOP w Słubicach                     | 44/0101                                                                   | 714                                                                       | 7                                                                         | 502                                                                       | 7                                                                         |
| 5.2                                                                       | Batalion Graniczny Pomorskiej Brygady WOP w Świnoujściu                   | 44/0106                                                                   | 1333                                                                      | 14                                                                        | 666                                                                       | 10                                                                        |
| 6                                                                         | Bałtycki Oddział WOP w Koszalinie                                         | 44/0142                                                                   | 1274                                                                      | 56                                                                        | 1265                                                                      | 60                                                                        |
| 7                                                                         | Kaszubska Brygada WOP w Gdańsku                                           | 44/0108                                                                   | 2047                                                                      | 68                                                                        | 1650                                                                      | 76                                                                        |
| 8                                                                         | Podlasko–Mazurska Brygada WOP w Białymstoku                               | 44/0141                                                                   | 1961                                                                      | 54                                                                        | 1235                                                                      | 57                                                                        |
| 8.1                                                                       | Graniczna Placówka Kontrolna Podlasko–Mazurskiej Brygady WOP w Terespolu  | 44/0136                                                                   | 623                                                                       | 6                                                                         | 290                                                                       | 8                                                                         |
| 9                                                                         | Bieszczadzka Brygada WOP w Przemyślu                                      | 44/0139                                                                   | 1510                                                                      | 56                                                                        | 971                                                                       | 59                                                                        |
| 9.1                                                                       | Nadbużański Batalion Graniczny Bieszczadzkiej Brygady WOP w Chełmie       | 44/0137                                                                   | 817                                                                       | 27                                                                        | 481                                                                       | 26                                                                        |
| 10                                                                        | Centrum Szkolenia WOP w Kętrzynie                                         | 44/0115                                                                   | 1315                                                                      | 61                                                                        | 985                                                                       | 63                                                                        |
| 11                                                                        | Ośrodek Szkolenia WOP w Krośnie Odrzańskim                                | 44/0140                                                                   | 844                                                                       | 32                                                                        | 657                                                                       | 32                                                                        |
| 12                                                                        | Ośrodek Szkolenia w Bałtyckim Oddziale WOP w Koszalinie                   | 44/0143                                                                   | 438                                                                       | 1                                                                         | 363                                                                       | 1                                                                         |
| 13                                                                        | Ośrodek Tresury Psów Służbowych WOP w Żarce                               | 44/0124                                                                   | 77                                                                        | 2                                                                         | 57                                                                        | 1                                                                         |
| 14                                                                        | Ośrodek Szkolenia Sportowego WOP w Szklarskiej Porębie                    | 44/078                                                                    | –                                                                         | –                                                                         | 15                                                                        | –                                                                         |
| 15                                                                        | Dowództwo WOP w Warszawie                                                 | 44/0127                                                                   | 228                                                                       | 61                                                                        | 227                                                                       | 61                                                                        |
| 16                                                                        | Oddział Zaopatrywania i Obsługi DWOP w Warszawie                          | 44/0116                                                                   | 475                                                                       | 21                                                                        | 379                                                                       | 23                                                                        |
| 17                                                                        | Węzeł Łączności DWOP w Warszawie                                          | 44/0121                                                                   | 115                                                                       | 22                                                                        | 65                                                                        | 28                                                                        |
| 18                                                                        | Ośrodek Przetwarzania Informacji WOP w Warszawie                          | 44/0128                                                                   | 10                                                                        | –                                                                         | 10                                                                        | –                                                                         |
| 19                                                                        | Redakcja Pisma WOP „Granica” w Warszawie                                  | 44/0132                                                                   | 9                                                                         | 8                                                                         | 9                                                                         | 8                                                                         |
| 20                                                                        | Reprezentacyjny Zespół Estradowy WOP „Granica” w Warszawie                | 44/097                                                                    | –                                                                         | –                                                                         | 8                                                                         | 44                                                                        |
| 21                                                                        | Orkiestra Reprezentacyjna WOP w Nowym Sączu                               | 44/0122                                                                   | 57                                                                        | –                                                                         | 57                                                                        | –                                                                         |
| 22                                                                        | Składnica Samochodowa WOP w Głubczycach                                   | 44/0133                                                                   | 61                                                                        | 2                                                                         | 72                                                                        | 2                                                                         |
| 23                                                                        | Archiwum WOP w Kętrzynie                                                  | 44/077                                                                    | 9                                                                         | 6                                                                         | 9                                                                         | 6                                                                         |
| 24                                                                        | Oddziały Obrony Cywilnej przy Jednostkach WOP podległych Dowódcy WOP      | 44/0134                                                                   | –                                                                         | –                                                                         | 13                                                                        | 590                                                                       |
| 25                                                                        | Ośrodek Wczasów WOP w Jarnołtówku                                         | 44/0138                                                                   | –                                                                         | –                                                                         | –                                                                         | 1                                                                         |
| 26                                                                        | Ośrodek Wczasów WOP w Dusznikach-Zdroju                                   | 44/018                                                                    | –                                                                         | –                                                                         | –                                                                         | 1                                                                         |
| 27                                                                        | Ośrodek Wczasów WOP w Sopocie                                             | 44/045                                                                    | –                                                                         | –                                                                         | –                                                                         | 1                                                                         |
| 28                                                                        | Graniczna Placówka Kontrolna WOP Portu Lotniczego Warszawa–Okęcie         | 44/0144                                                                   | 105                                                                       | 1                                                                         | 300                                                                       | 11                                                                        |
| Razem                                                                     | Razem                                                                     | Razem                                                                     | 26559                                                                     | 870                                                                       | 19982                                                                     | 1621                                                                      |

## Zadania mobilizacyjne WOP
Wojska Ochrony Pogranicza, w okresie zagrożenia i wojny, realizować miały zadania mobilizacyjne. Po mobilizacji stan osobowy zwiększyć się miał do 49 015 żołnierzy. Na potrzeby Ministerstwa Obrony Narodowej mobilizowano jedną brygadę Wojskowej Służby Wewnętrznej Frontu i trzy brygady WSW Armii oraz Komendę Garnizonu Nowy Sącz. Do dyspozycji Pomorskiego Okręgu Wojskowego planowano przekazać 15 Bałtycką oraz 16 Kaszubską Brygadę WOP. Do Marynarki Wojennej kierowano m.in. trzy dywizjony Okrętów Pogranicza, a do Korpusu Bezpieczeństwa Wewnętrznego samodzielną eskadrę lotnictwa WOP. Dla swoich potrzeb formowano jednostki zapasowe: 1, 2 i 3 zapasowy batalion WOP i zapasowy batalion łączności WOP.

## Zwiad WOP
W myśl Ustawy o Instytucie Pamięci Narodowej – Komisji Ścigania Zbrodni przeciwko Narodowi Polskiemu z 18 grudnia 1998 (art. 5 ust. 1 pkt 7) Zwiad WOP uznawany jest za organ bezpieczeństwa państwa.

W początkowym okresie funkcjonowania Wojsk Ochrony Pogranicza w dowództwie WOP utworzono Wydział Zwiadowczy. W jego skład weszły trzy sekcje.
Struktura Wydziału Zwiadowczego
- sekcja ogólna
- sekcja wywiadowcza
- sekcja kontrwywiadowcza.

Z dniem 1 stycznia 1950 utworzono Wydział VII Zwiadowczy (VII była odpowiednikiem struktury naczelnej w MBP tj. Departamentu VII (wywiadu)). W 1957 Wydział VII Zwiadowczy został przekształcony w Zarząd II Zwiadu WOP, odpowiednika struktury naczelnej w Zarządzie II Sztabu Generalnego WP (wywiadu). Zmiana z W. VII na Z. II jest związana z przeniesieniem podległości WOP z MBP/MSW do MON. Mimo późniejszego powrotu WOP do Min. Spraw Wewnętrznych nazwa Zarząd II Zwiadu WOP pozostała.
Struktura Zarządu II Zwiadu WOP w 1957
- Oddział Operacyjny
- Oddział Śledczy
- Wydział Szkolenia
- Wydział Ogólny.

W 1965 Wojska Ochrony Pogranicza podporządkowano Ministerstwu Obrony Narodowej. W strukturach Ministerstwa Spraw Wewnętrznych pozostał tylko Oddział Kontroli Ruchu Granicznego. Pozostałe komórki organizacyjne Zarządu II nadal funkcjonowały w strukturach WOP. W 1971 po raz kolejny Wojska Ochrony Pogranicza weszły w podporządkowanie MSW.
Struktura Zarządu II Zwiadu WOP w 1971
- Oddział I Kontroli Ruchu Granicznego
- Oddział II Kontrwywiadowczego Zabezpieczenia Granicy
- Oddział III Śledczy
- Oddział IV Szkolenia i Analiz
- Wydział Ewidencji i Techniki Operacyjnej.

Po raz kolejny Zarząd II Zwiadu WOP zmienił swoją strukturę w 1987.
Struktura Zarządu II Zwiadu WOP w 1987
- Oddział Kontrwywiadu[r]
- Oddział Kontroli Ruchu Granicznego
- Oddział Śledczy
- Wydział Szkolenia
- Wydział Ewidencji i Techniki Operacyjnej.

## Kontrwywiad w WOP

### Informacja WOP
Z początkiem stycznia 1946 rozpoczęto organizację Wydziału Informacji WOP. Formalnie rozpoczął on działanie z dniem 1 marca 1946. 5 listopada przeformowany został w Wydział Informacji Departamentu WOP. Od 30 stycznia 1948 był podporządkowany Oddziałowi III Głównego Zarządu Informacji WP. Oficerowie Wydziału zajmowali się pracą kontrwywiadowczą i śledczą w Departamencie WOP oraz nadzorowali podległe mu w tym zakresie oddziały Informacji WOP.
Struktura organizacyjna Informacji WOP w 1946
Początkowo oddziały informacji zorganizowano przy jedenastu oddziałach WOP. Były to:
- Oddział Informacji 1 Oddziału WOP w Lubaniu Śląskim
- Oddział Informacji 2 Oddziału WOP w Krośnie Odrzańskim
- Oddział Informacji 3 Oddziału WOP w Szczecinie
- Oddział Informacji 4 Oddziału WOP w Koszalinie
- Oddział Informacji 5 Oddziału WOP w Kętrzynie
- Oddział Informacji 6 Oddziału WOP w Białymstoku
- Oddział Informacji 7 Oddziału WOP w Chełmie
- Oddział Informacji 8 Oddziału WOP w Przemyślu
- Oddział Informacji 9 Oddziału WOP w Krakowie
- Oddział Informacji 10 Oddziału WOP w Gliwicach
- Oddział Informacji 11 Oddziału WOP w Kłodzku.

Z dniem 1 stycznia 1949 w organach Informacji WOP przeprowadzono zmiany, zamiast 11 oddziałów Informacji powstały wydziały Informacji przy brygadach Ochrony Pogranicza oraz Sekcja Informacji Samodzielnej Komendy WOP w Krośnie, sekcje Informacji Morskiego Punktu Kontroli w Gdyni i Szczecinie oraz Sekcja Informacji Centrum Wyszkolenia WOP w Ostródzie.

Z dniem 15 marca 1949 Wydział Informacji Departamentu WOP wszedł w skład Zarządu Informacji KBW, a nowa struktura przyjęła nazwę Zarządu Informacji Korpusu Bezpieczeństwa Wewnętrznego i Wojsk Ochrony Pogranicza.
1 maja 1952 na bazie Zarządu Informacji KBW i WOP utworzono Zarząd Informacji Wojsk Wewnętrznych.
Struktura organizacyjna Informacji Wojsk Wewnętrznych w 1952
- Sekretariat
- oddziały I, II, III i IV z Aresztem Prewencyjnym
- Oddział Personalny
- Komenda Ochrony
- Garaż.

Przy brygadach i pułkach KBW oraz brygadach WOP funkcjonowały wydziały Informacji, natomiast sekcje Informacji zorganizowane zostały przy szkołach KBW i WOP.
Zarząd Informacji WW do 7 grudnia 1954 podlegał Ministrowi Bezpieczeństwa Publicznego, a do września 1955 był podporządkowany Ministerstwu Spraw Wewnętrznych, a następnie Komitetowi ds. Bezpieczeństwa Publicznego.
W październiku 1955 Zarząd Informacji Wojsk Wewnętrznych powtórnie rozdzielono na Zarząd Informacji WOP oraz Zarząd Informacji KBW.
Struktura Zarządu Informacji WOP w 1955:
- Wydział I (ochrona kontrwywiadowcza Dowództwa WOP)
- Wydział II (rozpracowania charakteru szpiegowskiego i politycznego)
- Wydział IV (praca śledcza).

W terenie funkcjonowało 12 wydziałów Informacji brygad WOP oraz Sekcja Informacji Centrum Wyszkolenia w Ostródzie i Sekcja Informacji 41 batalionu WOP w Krośnie.

Z dniem 4 lutego 1957 Oddział Informacji KBW i Zarząd Informacji WOP rozformowano.

### Wojskowa Służba Wewnętrzna w WOP
W lutym 1957 rozformowano Zarząd Informacji WOP i Oddział Informacji KBW, a w ich miejsce została utworzona Wojskowa Służba Wewnętrzna KBW i WOP. Nowa formacja funkcjonowała do roku 1965. Zarządzeniem Prezesa Rady Ministrów nr 41 z 24 czerwca 1965 w sprawie zmiany podporządkowania Wojsk Wewnętrznych, do resortu Obrony Narodowej przeszły jednostki WOP i KBW oraz WSW KBW i WOP. W tej sytuacji został utworzony Wydział WSW Jednostek Wojskowych MSW. W 1971, na mocy Decyzji Prezydium Rządu nr 104/71 z 31 lipca 1971 Wojska Ochrony Pogranicza ponownie podporządkowano Ministerstwu Spraw Wewnętrznych, a Zarządzeniem Organizacyjnym Szefa Sztabu Generalnego nr 054 z 18 września 1971 z sił MON utworzono Oddział WSW Jednostek Wojskowych MSW. Po sformowaniu przekazano go do Spraw Wewnętrznych. W 1973, w ramach kolejnej reorganizacji, w miejsce Oddziału powołano Zarząd WSW Jednostek Wojskowych MSW. Ten ostatni rozwiązano Decyzją nr 25 Ministra Spraw Wewnętrznych z 13 lipca 1990 w sprawie likwidacji Zarządu WSW JW MSW, a w jego miejsce z dniem 1 września 1990 powstał Samodzielny Oddział Żandarmerii Wojskowej przy Dowództwie Nadwiślańskich Jednostek Wojskowych MSW.

## Dowódcy WOP

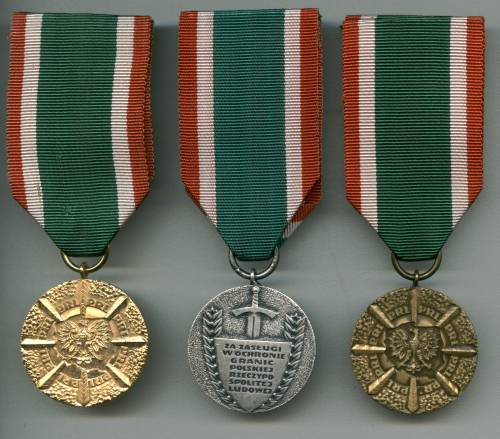
Odznaka „Za zasługi w obronie granic PRL”: złota (awers), srebrna (rewers) i brązowa (awers)

- gen. bryg. Gwidon Czerwiński (20.09.1945–24.03.1947)
- płk Marian Graniewski vel Marian Gutaker (25.03.1947–23.04.1948[67])
- płk Roman Garbowski (15.05.1948–21.03.1951[67])
- płk Michał Przoński (21.03.1951–30.09.1955[67])
- płk Stefan Sobczak (2.08.1955–10.11.1955[67])
- płk Henryk Jurewicz (10.11.1955–15.11.1956[67])
- gen. bryg. Eugeniusz Dostojewski cz.p.o. (15.11.1956–6.08.1958 i d-ca 6.08.1958–30.07.1965[67])
- gen. bryg. Józef Waluk p.o. 08.–28.10.1965[67])
- gen. bryg. Mieczysław Dębicki (11.1965–09.1971)
- gen. dyw. Czesław Stopiński (19.09.1971–12.05.1983)
- gen. dyw. Feliks Stramik (10.05.1983–29.11.1990)
- płk prof. dr hab. Marek Lisiecki (30.11.1990–15.05.1991).